# Rallye du Portugal 2016
Le 50e Rallye du Portugal 2016 est le 5e rallye du Championnat du monde des rallyes 2016.

## Présentation et résumé
Le rallye se tient du 19 au 22 mai 2016 autour de la ville de Lousada. Il reprend globalement le tracé de 2015 avec toutefois l'ajout de deux spéciales en centre ville, à Porto, et un second passage sur Vieira do Minho le dimanche matin.
La première journée est marquée par les sorties de route de Hayden Paddon et Ott Tänak dans le même virage dans l'ES5. La spéciale est interrompue après que la voiture de Paddon ait pris feu.

## Résultats

### Classement final
| Rang              | Pilote             | Copilote          | Numéro            | Voiture               | Écurie                      | Temps             | Écart             | Points            |
| Toutes catégories | Toutes catégories  | Toutes catégories | Toutes catégories | Toutes catégories     | Toutes catégories           | Toutes catégories | Toutes catégories | Toutes catégories |
| ----------------- | ------------------ | ----------------- | ----------------- | --------------------- | --------------------------- | ----------------- | ----------------- | ----------------- |
| 1.                | Kris Meeke         | Paul Nagle        | 7                 | Citroën DS3 WRC       | Abu Dhabi Total World Rally | 3 h 59 min 1 s 0  | --                | 25                |
| 2.                | Andreas Mikkelsen  | Anders Jaeger     | 9                 | Volkswagen Polo R WRC | Volkswagen Motorsport       | 3 h 59 min 30 s 7 | +29 s 7           | 191               |
| 3.                | Sébastien Ogier    | Julien Ingrassia  | 1                 | Volkswagen Polo R WRC | Volkswagen Motorsport       | 3 h 59 min 35 s 5 | +34 s 5           | 183               |
| 4.                | Dani Sordo         | Marc Marti        | 4                 | Hyundai i20 WRC       | Hyundai World Rally Team    | 4 h 0 min 38 s 1  | +1 min 37 s 1     | 12                |
| 5.                | Eric Camilli       | Benjamin Veillas  | 6                 | Ford Fiesta RS WRC    | M-Sport WRT                 | 4 h 3 min 2 s 6   | +4 min 1 s 6      | 10                |
| 6.                | Jari-Matti Latvala | Miikka Anttila    | 2                 | Volkswagen Polo R WRC | Volkswagen Motorsport       | 4 h 3 min 7 s 9   | +4 min 6 s 9      | 102               |
| 7.                | Mads Østberg       | Ola Fløene        | 5                 | Ford Fiesta RS WRC    | M-Sport WRT                 | 4 h 5 min 54 s 6  | +6 min 53 s 6     | 6                 |
| 8.                | Martin Prokop      | Jan Tomanek       | 21                | Ford Fiesta RS WRC    | Jipocar Czech National Team | 4 h 9 min 25 s 1  | +10 min 24 s 1    | 4                 |
| 9.                | Pontus Tidemand    | Jonas Andersson   | 34                | Škoda Fabia R5 (en)   | Skoda Motorsport            | 4 h 10 min 46 s 2 | +11 min 45 s 2    | 2                 |
| 10.               | Nicolás Fuchs      | Fernando Mussano  | 42                | Škoda Fabia R5 (en)   | Nicolas Fuchs Sierlecki     | 4 h 12 min 15 s 0 | +13 min 14 s 0    | 1                 |

3, 2, 1 : y compris les 3, 2 et 1 points attribués aux trois premiers de la spéciale télévisée (power stage).

### Spéciales chronométrées
| Étape            | Spéciale | Heure   | Nom                  | Distance | Vainqueur          | Temps         | Leader          |
| ---------------- | -------- | ------- | -------------------- | -------- | ------------------ | ------------- | --------------- |
| (19 mai)         | ES1      | 19 h 01 | Lousada              | 3,36 km  | Sébastien Ogier    | 2 min 41 s 1  | Sébastien Ogier |
| 2e jour (20 mai) | ES2      | 09 h 30 | Ponte de Lima 1      | 27,44 km | Kris Meeke         | 22 min 01 s 1 | Kris Meeke      |
| 2e jour (20 mai) | ES3      | 10 h 14 | Caminha 1            | 18,03 km | Kris Meeke         | 10 min 35 s 3 | Kris Meeke      |
| 2e jour (20 mai) | ES4      | 11 h 03 | Viana do Castelo 1   | 18,70 km | Jari-Matti Latvala | 11 min 27 s 1 | Kris Meeke      |
| 2e jour (20 mai) | ES5      | 15 h 39 | Ponte de Lima 2      | 27,44 km | Kris Meeke         | 19 min 20 s 6 | Kris Meeke      |
| 2e jour (20 mai) | ES6      | 16 h 23 | Caminha 2            | 18,03 km | Kris Meeke         | 10 min 31 s 7 | Kris Meeke      |
| 2e jour (20 mai) | ES7      | 17 h 12 | Viana do Castelo 2   | 18,70 km | Kris Meeke         | 11 min 22 s 3 | Kris Meeke      |
| 2e jour (20 mai) | ES8      | 19 h 03 | Porto Street Stage 1 | 1,85 km  | Thierry Neuville   | 1 min 46 s 9  | Kris Meeke      |
| 2e jour (20 mai) | ES9      | 19 h 18 | Porto Street Stage 2 | 1,85 km  | Thierry Neuville   | 1 min 43 s 6  | Kris Meeke      |
| 3e jour (21 mai) | ES10     | 09 h 42 | Baião 1              | 18,66 km | Kris Meeke         | 11 min 35 s 4 | Kris Meeke      |
| 3e jour (21 mai) | ES11     | 10 h 24 | Marão 1              | 26,31 km | Kris Meeke         | 16 min 46 s 8 | Kris Meeke      |
| 3e jour (21 mai) | ES12     | 11 h 52 | Amarante 1           | 37,67 km | Kris Meeke         | 25 min 10 s 9 | Kris Meeke      |
| 3e jour (21 mai) | ES13     | 15 h 32 | Baião 2              | 18,66 km | Andreas Mikkelsen  | 11 min 30 s 2 | Kris Meeke      |
| 3e jour (21 mai) | ES14     | 16 h 14 | Marão 2              | 26,31 km | Andreas Mikkelsen  | 16 min 39 s 9 | Kris Meeke      |
| 3e jour (21 mai) | ES15     | 17 h 42 | Amarante 2           | 37,67 km | Sébastien Ogier    | 25 min 05 s 0 | Kris Meeke      |
| 4e jour (22 mai) | ES16     | 07 h 04 | Vieira do Minho 1    | 22,47 km | Andreas Mikkelsen  | 14 min 29 s 6 | Kris Meeke      |
| 4e jour (22 mai) | ES17     | 09 h 08 | Fafe 1               | 11,19 km | Andreas Mikkelsen  | 6 min 49 s 2  | Kris Meeke      |
| 4e jour (22 mai) | ES18     | 10 h 04 | Vieira do Minho 2    | 22,47 km | Sébastien Ogier    | 14 min 24 s 5 | Kris Meeke      |
| 4e jour (22 mai) | ES19*    | 12 h 08 | Fafe 2               | 11,19 km | Sébastien Ogier    | 6 min 44 s 3  | Kris Meeke      |

* : spéciale télévisée attribuant des points aux trois premiers pilotes

## Classements au championnat après l'épreuve

### Classement des pilotes
Selon le système de points en vigueur, les 10 premiers équipages remportent des points, 25 points pour le premier, puis 18, 15, 12, 10, 8, 6, 4, 2 et 1.
| Pos. | Pilotes                 | MON  | SUE  | MEX  | ARG  | POR  | ITA | POL | FIN | GER | CHN | FRA | ESP | GBR | AUS | Points |
| ---- | ----------------------- | ---- | ---- | ---- | ---- | ---- | --- | --- | --- | --- | --- | --- | --- | --- | --- | ------ |
| 1    | Sébastien Ogier         | 25+3 | 25+3 | 18+3 | 18+1 | 15+3 |     |     |     |     |     |     |     |     |     | 114    |
| 2    | Andreas Mikkelsen       | 18+1 | 12+2 | Ab.  | 15   | 18+1 |     |     |     |     |     |     |     |     |     | 67     |
| 3    | Mads Østberg            | 12   | 15   | 15   | 10   | 6    |     |     |     |     |     |     |     |     |     | 58     |
| 4    | Hayden Paddon           | 0    | 18   | 10+1 | 25+3 | Ab.  |     |     |     |     |     |     |     |     |     | 57     |
| 5    | Dani Sordo              | 8+2  | 8    | 12   | 12+2 | 12   |     |     |     |     |     |     |     |     |     | 56     |
| 6    | Jari-Matti Latvala      | Ab.  | 0    | 25+2 | 0    | 8+2  |     |     |     |     |     |     |     |     |     | 37     |
| 7    | Kris Meeke              | Ab.  | 0+1  | -    | -    | 25   |     |     |     |     |     |     |     |     |     | 26     |
| 8    | Ott Tänak               | 6    | 10   | 8    | 0    | Ab.  |     |     |     |     |     |     |     |     |     | 24     |
| 9    | Thierry Neuville        | 15   | 0    | Ab.  | 8    | 0    |     |     |     |     |     |     |     |     |     | 23     |
| 10   | Eric Camilli            | Ab.  | Ab.  | 0    | 4    | 10   |     |     |     |     |     |     |     |     |     | 14     |
| 11   | Stéphane Lefebvre       | 10   | -    | -    | -    | 0    |     |     |     |     |     |     |     |     |     | 10     |
| -    | Martin Prokop           | -    | -    | 6    | -    | 4    |     |     |     |     |     |     |     |     |     | 10     |
| 12   | Henning Solberg         | -    | 6    | -    | 2    | 0    |     |     |     |     |     |     |     |     |     | 8      |
| 13   | Elfyn Evans             | 4    | 2    | -    | 0    | 0    |     |     |     |     |     |     |     |     |     | 6      |
| -    | Marcos Sebastian Ligato | -    | -    | -    | 6    | -    |     |     |     |     |     |     |     |     |     | 6      |
| 15   | Craig Breen             | -    | 4    | -    | -    | -    |     |     |     |     |     |     |     |     |     | 4      |
| -    | Lorenzo Bertelli        | Ab.  | -    | 4    | 0    | -    |     |     |     |     |     |     |     |     |     | 4      |
| 17   | Teemu Suninen           | -    | 1    | 2    | -    | -    |     |     |     |     |     |     |     |     |     | 3      |
| 18   | Pontus Tidemand         | -    | -    | -    | -    | 2    |     |     |     |     |     |     |     |     |     | 2      |
| -    | Esapekka Lappi          | 2    | 0    | -    | -    | -    |     |     |     |     |     |     |     |     |     | 2      |
| -    | Nicolás Fuchs           | -    | -    | 0    | 1    | 1    |     |     |     |     |     |     |     |     |     | 2      |
| 21   | Armin Kremer            | 1    | -    | 0    | -    | -    |     |     |     |     |     |     |     |     |     | 1      |
| -    | Valeriy Gorban          | -    | -    | 1    | Ab.  | Ab.  |     |     |     |     |     |     |     |     |     | 1      |

| Couleur | Résultat                                                         |
| ------- | ---------------------------------------------------------------- |
| Or      | Vainqueur                                                        |
| Argent  | 2e place                                                         |
| Bronze  | 3e place                                                         |
| Vert    | Classé, dans les points                                          |
| Bleu    | Classé, hors des points Non classé (Nc.)                         |
| Mauve   | Abandon (Ab.) Retrait (Re.)                                      |
| Noir    | Disqualifié (Dq.)                                                |
| Blanc   | N'a pas pris le départ (Np.) Forfait (Forf.) Épreuve annulée (A) |
| Aucune  | N'a pas participé (-)                                            |

### Classement des constructeurs
Les points sont accordés aux 10 premiers classés.
| Position | 1er | 2e | 3e | 4e | 5e | 6e | 7e | 8e | 9e | 10e |
| Points   | 25  | 18 | 15 | 12 | 10 | 8  | 6  | 4  | 2  | 1   |

| Pos. | Constructeurs               | no | MON | SUE | MEX | ARG | POR | ITA | POL | FIN | GER | CHN | FRA | ESP | GBR | AUS | Points |
| ---- | --------------------------- | -- | --- | --- | --- | --- | --- | --- | --- | --- | --- | --- | --- | --- | --- | --- | ------ |
| 1    | Volkswagen Motorsport       | 1  | 25  | 25  | 18  | 18  | 18  |     |     |     |     |     |     |     |     |     | 145    |
| 1    | Volkswagen Motorsport       | 2  | Ab. | 4   | 25  | 2   | 10  |     |     |     |     |     |     |     |     |     | 145    |
| 2    | Hyundai World Rally Team    | 3  | 15  | 6   | Ab. | 12  | Ab. |     |     |     |     |     |     |     |     |     | 96     |
| 2    | Hyundai World Rally Team    | 4  | 10  | 18  | 12  | 8   | 15  |     |     |     |     |     |     |     |     |     | 96     |
| 3    | M-Sport                     | 5  | 12  | 15  | 15  | 10  | 12  |     |     |     |     |     |     |     |     |     | 82     |
| 3    | M-Sport                     | 6  | Ab. | Ab. | 4   | 6   | 8   |     |     |     |     |     |     |     |     |     | 82     |
| 4    | Volkswagen Motorsport II    | 9  | 18  | 12  | Ab. | 15  | 25  |     |     |     |     |     |     |     |     |     | 70     |
| 5    | Hyundai Motorsport N        | 10 | 6   | 8   | 10  | 25  | 2   |     |     |     |     |     |     |     |     |     | 51     |
| 6    | DMACK World Rally Team      | 12 | 8   | 10  | 8   | 4   | Ab. |     |     |     |     |     |     |     |     |     | 30     |
| 7    | Jipocar Czech National Team | 21 | Ab. | Ab. | 6   | -   | 6   |     |     |     |     |     |     |     |     |     | 12     |
| 8    | YAZEED RACING               | 30 | Ab. | 0   | Ab. | -   | 4   |     |     |     |     |     |     |     |     |     | 4      |